# Kaliszacy

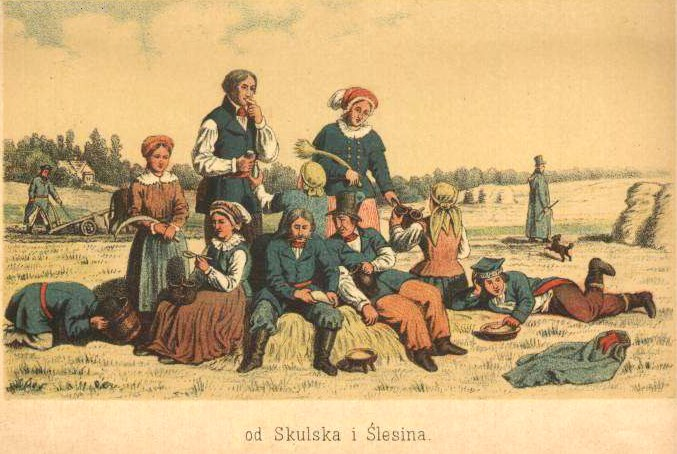
Typy ludowe z Kaliskiego, „Lud”, 1890

Kaliszacy, Kaliszanie – polska grupa etnograficzna zamieszkująca Kaliskie.